# A la carte (Spiel)
Das Brettspiel à la carte – eine kulinarische Spielerei von Karl-Heinz Schmiel ist 1989 in dessen Eigenverlag Moskito erschienen. Dieses Spiel erreichte beim Goldenen Pöppel 1990 den zweiten Platz. Im selben Jahr wurde der Goldene Pöppel durch den Deutschen Spiele Preis ersetzt, sodass er ebenfalls beim Deutschen Spiele Preis den 2. Platz erreichte. 2009 hat Moskito in Zusammenarbeit mit dem Heidelberger Spieleverlag unter dem Namen A la carte eine überarbeitete Neuauflage herausgegeben, die 2010 zum Spiel des Jahres nominiert wurde.

## Hintergrund
Die Spieler schlüpfen in die Rolle eines Kochs und dürfen am Herd verschiedenste Gerichte zubereiten. Dazu muss der Herd auf die richtige Temperatur gebracht und das Gericht gemäß Rezept gewürzt werden. In Kaffeepausen können die Spieler auch fremde Gerichte nachwürzen oder Herd und Pfanne tauschen.

## Spielprinzip
Ziel des Spiels ist es, Siegpunkte zu sammeln. Dazu muss man möglichst viele Gerichte fertigstellen oder drei Gerichte mit Auszeichnung aufzutischen. Zu Beginn des Spiels wird ein Startspieler bestimmt. Jeder Spieler erhält eine Kaffeetasse, wählt ein Gericht aus und legt es mit der Rezeptseite nach oben in die Pfanne. Der Startspieler erhält die drei Kochlöffel, welche die verbrauchten Aktionen anzeigen. Für jede der drei Aktionen hat der Spieler zwei Wahlmöglichkeiten: er kann den Herd anheizen oder sein Gericht nachwürzen. Einmal während seines Zuges kann der Spieler auch eine Kaffeepause machen.
Das Anheizen des Herdes geschieht mit dem Heizwürfel. Zeigt dieser die Zahlen 1 bis 3 an, muss der Herd um entsprechend viele Hitzestufen hochgestellt werden. Auf einer Seite kann der Spieler selbst wählen, ob er um eine, zwei oder drei Stufen hochdreht. Die Kaffeetasse auf dem Würfel zeigt an, dass der Spieler eine Tasse vom Tablett nehmen muss. Eine „Eins“ umgeben von einem Pfeil zeigt an, dass alle Spieler ihren Herd um eine Stufe heißer stellen müssen.
Beim Nachwürzen entscheidet sich der Spieler für eines der vier Gewürze Zitrone, Pfeffer, Paprika oder Oregano, mit dem er sein Gericht würzen möchte. Zu Beginn des Spiels befinden sich in allen Streuern 15 Gewürzeinheiten und 5 Salzkristalle. In einer durchgängigen Bewegung darf der Spieler den Streuer über seine Pfanne drehen und zurückstellen. Ein eventuelles Nachschütteln ist nicht erlaubt. Der Spieler sollte versuchen, möglichst die auf dem Rezept angegebene Zahl an Gewürzen in die Pfanne zu befördern. Gelingt ihm dies und der Herd hat die korrekte Hitzestufe erreicht, so gilt das Gericht als fertig und kann beiseitegelegt werden. Der Spieler erhält ein zusätzliches Sterneplättchen. 
Ein Gericht gilt auch dann als fertig gekocht, wenn mehr Gewürze drin sind (auch Salz) und die Hitzestufe erreicht wird; allerdings erhält der Spieler dann keinen Stern. Sobald sich in der Pfanne drei oder mehr Einheiten eines Gewürzes oder Salz befinden, ist das Gericht verwürzt und es landet im Mülleimer; die Gewürze kommen in die Spüle. Der Spieler dreht seinen Herd auf Null herunter und beginnt mit einem neuen Rezept.
Einmal je Zug kann ein Spieler eine Kaffeepause machen. Auf den Tassen sind verschiedene Aktionen abgebildet. Beim Nachwürzen kann der Spieler bei einem Mitspieler ein Gewürz seiner Wahl wählen und das Gericht würzen. Ferner kann man den Herd mit einem Mitspieler tauschen, die drei Kochlöffel zurückbekommen und somit drei weitere Aktionen ausführen, den eigenen Herd um bis zu drei Stufen abheizen oder einen Siegpunkt erhalten. Wenn ein Spieler ein neues Gericht in seine Pfanne legt, muss er darauf achten, dass er noch keines in dieser Farbe fertig gekocht hat. Ist ihm dies nicht möglich, nimmt er irgendeines. Kann er kein Gericht mehr in die Pfanne legen, so endet das Spiel.
Als wichtigste Neuerung in der 2000er Ausgabe erhält jeder Spieler einen Crêpe. Dieser wird in die Pfanne gelegt und der Zug endet. In den folgenden Zügen muss der Spieler immer einmal den Herd anheizen und hat dann zwei Versuche den Crêpe in der Pfanne durch Hochwerfen zu wenden. Landet der Crêpe neben der Pfanne oder dreht sich nicht auf die andere Seite, gilt dies als Fehlversuch. Spieler, die Crêpe zubereiten, dürfen keine Kaffeepause machen.

## Spielmaterial der Neuauflage 2009
Das Spiel enthält vier Metallpfannen mit Kunststoffgriff, vier durchsichtige Gewürzstreuer mit farbigem Deckel, 80 Gewürze in vier Farben (Zitrone, Pfeffer, Paprika und Oregano), 25 Salzkristalle sowie ein Heizwürfel aus Holz. Aus den Stanzbögen aus Pappe lässt sich folgendes Spielmaterial herauslösen:
- 20 Gerichte in fünf Schwierigkeitsstufen
- 4 Crêpes, 13 Kaffeetassen, 3 Kochlöffel
- 1 Kaffeetablett, 4 Tabletts, 1 Mülleimer
- 1 Spüle, 9 Plättchen Sternekoch

## Auszeichnungen
- 1990: Der Goldene Pöppel/Deutscher Spiele Preis: 2. Platz
- 2010: Spiel des Jahres: nominiert
- 2010: Spiel der Spiele: Spiele Hit für Familien